# Дон Релей
Дон Релей (англ. Don Raleigh, нар. 27 червня 1926, Кенора — пом. 21 серпня 2012, Кінгстон) — канадський хокеїст, що грав на позиції центрального нападника. Згодом — хокейний тренер.
Провів понад 500 матчів у Національній хокейній лізі. 

## Ігрова кар'єра
Хокейну кар'єру розпочав 1941 року.
Протягом професійної клубної ігрової кар'єри, що тривала 16 років, захищав кольори команд «Нью-Йорк Рейнджерс» та «Провіденс Редс».
Загалом провів 553 матчі в НХЛ, включаючи 18 ігор плей-оф Кубка Стенлі.

## Тренерська робота
1956 року розпочав тренерську роботу в ЗХЛ. Працював з командами «Брендон» та «Саскатун Квакерс».

## Нагороди та досягнення
- Учасник матчу усіх зірок НХЛ — 1951, 1954.

## Статистика
| Сезон        | Клуб                     | Ліга           | Регулярний сезон | Регулярний сезон | Регулярний сезон | Регулярний сезон | Регулярний сезон | Плей-оф | Плей-оф | Плей-оф | Плей-оф | Плей-оф |
| Сезон        | Клуб                     | Ліга           | І                | Г                | П                | О                | ШХ               | І       | Г       | П       | О       | ШХ      |
| ------------ | ------------------------ | -------------- | ---------------- | ---------------- | ---------------- | ---------------- | ---------------- | ------- | ------- | ------- | ------- | ------- |
| 1941–42      | East Kildonan Collegiate | High-MB        | —                | —                | —                | —                | —                | —       | —       | —       | —       | —       |
| 1941–42      | Winnipeg Exelciors       | Манітоба       | —                | —                | —                | —                | —                | —       | —       | —       | —       | —       |
| 1942–43      | «Вінніпег Монархс»       | МЮХЛ           | 12               | 8                | 1                | 9                | 0                | 2       | 1       | 1       | 2       | 0       |
| 1943–44      | «Нью-Йорк Рейнджерс»     | НХЛ            | 15               | 2                | 2                | 4                | 2                | —       | —       | —       | —       | —       |
| 1943–44      | Brooklyn Crescents       | СХЛ            | 26               | 23               | 20               | 43               | 6                | 11      | 16      | 9       | 25      | 4       |
| 1944–45      | «Вінніпег Монархс»       | МЮХЛ           | 5                | 14               | 9                | 23               | 2                | 7       | 5       | 7       | 12      | 19      |
| 1944–45      | Winnipeg Army            | WNDHL          | 4                | 3                | 1                | 4                | 0                | 2       | 1       | 2       | 3       | 0       |
| 1945–46      | «Брендон Елкс»           | МЮХЛ           | 10               | 24               | 24               | 48               | 2                | 7       | 7       | 11      | 18      | 18      |
| 1946–47      | Манітобський університет | WSrHL          | 3                | 8                | 6                | 14               | 2                | —       | —       | —       | —       | —       |
| 1946–47      | «Вінніпег Флаєрс»        | WSrHL          | 3                | 4                | 1                | 5                | 0                | 4       | 3       | 15      | 18      | 0       |
| 1946–47      | «Вінніпег Флаєрс»        | Кубок Аллана   | —                | —                | —                | —                | —                | 8       | 8       | 7       | 15      | 0       |
| 1947–48      | «Нью-Йорк Рейнджерс»     | НХЛ            | 52               | 15               | 18               | 33               | 2                | 6       | 2       | 0       | 2       | 2       |
| 1948–49      | «Нью-Йорк Рейнджерс»     | НХЛ            | 41               | 10               | 16               | 26               | 8                | —       | —       | —       | —       | —       |
| 1949–50      | «Нью-Йорк Рейнджерс»     | НХЛ            | 70               | 12               | 25               | 37               | 11               | 12      | 4       | 5       | 9       | 4       |
| 1950–51      | «Нью-Йорк Рейнджерс»     | НХЛ            | 64               | 15               | 24               | 39               | 18               | —       | —       | —       | —       | —       |
| 1950–51      | «Нью-Йорк Роверс»        | EAHL           | 2                | 0                | 0                | 0                | 0                | —       | —       | —       | —       | —       |
| 1951–52      | «Нью-Йорк Рейнджерс»     | НХЛ            | 70               | 19               | 42               | 61               | 14               | —       | —       | —       | —       | —       |
| 1952–53      | «Нью-Йорк Рейнджерс»     | НХЛ            | 55               | 4                | 18               | 22               | 2                | —       | —       | —       | —       | —       |
| 1953–54      | «Нью-Йорк Рейнджерс»     | НХЛ            | 70               | 15               | 30               | 45               | 16               | —       | —       | —       | —       | —       |
| 1954–55      | «Нью-Йорк Рейнджерс»     | НХЛ            | 69               | 8                | 32               | 40               | 19               | —       | —       | —       | —       | —       |
| 1955–56      | «Нью-Йорк Рейнджерс»     | НХЛ            | 29               | 1                | 12               | 13               | 4                | —       | —       | —       | —       | —       |
| 1955–56      | «Провіденс Редс»         | АХЛ            | 13               | 4                | 20               | 24               | 0                | —       | —       | —       | —       | —       |
| 1955–56      | «Саскатун Квакерс»       | ЗХЛ            | 25               | 17               | 19               | 36               | 2                | 3       | 1       | 1       | 2       | 2       |
| 1956–57      | «Брендон»                | ЗХЛ            | 68               | 13               | 47               | 60               | 14               | 9       | 0       | 3       | 3       | 0       |
| 1956–57      | «Брендон»                | Кубок Единбург | —                | —                | —                | —                | —                | 6       | 2       | 6       | 8       | 2       |
| 1957–58      | «Саскатун Квакерс»       | ЗХЛ            | 40               | 10               | 23               | 33               | 8                | —       | —       | —       | —       | —       |
| Усього в НХЛ | Усього в НХЛ             | Усього в НХЛ   | 535              | 101              | 219              | 320              | 96               | 18      | 6       | 5       | 11      | 6       |

## Тренерська статистика
| Сезон                            | Команда                              | Ліга                             | Амплуа                           | І  | В  | П  | Н | ПО | О    |
| -------------------------------- | ------------------------------------ | -------------------------------- | -------------------------------- | -- | -- | -- | - | -- | ---- |
| 1956–57                          | «Брендон»                            | ЗХЛ                              | головний тренер                  | 70 | 44 | 22 | 4 | 0  | .657 |
| 1957–58                          | «Саскатун Квакерс»/«Сент-Пол Сейнтс» | ЗХЛ                              | головний тренер                  | 70 | 25 | 45 | 0 | 0  | .357 |
| Усього в НХЛ, як головний тренер | Усього в НХЛ, як головний тренер     | Усього в НХЛ, як головний тренер | Усього в НХЛ, як головний тренер | 0  | 0  | 0  | 0 | 0  | 0    |